# Desert Air Force

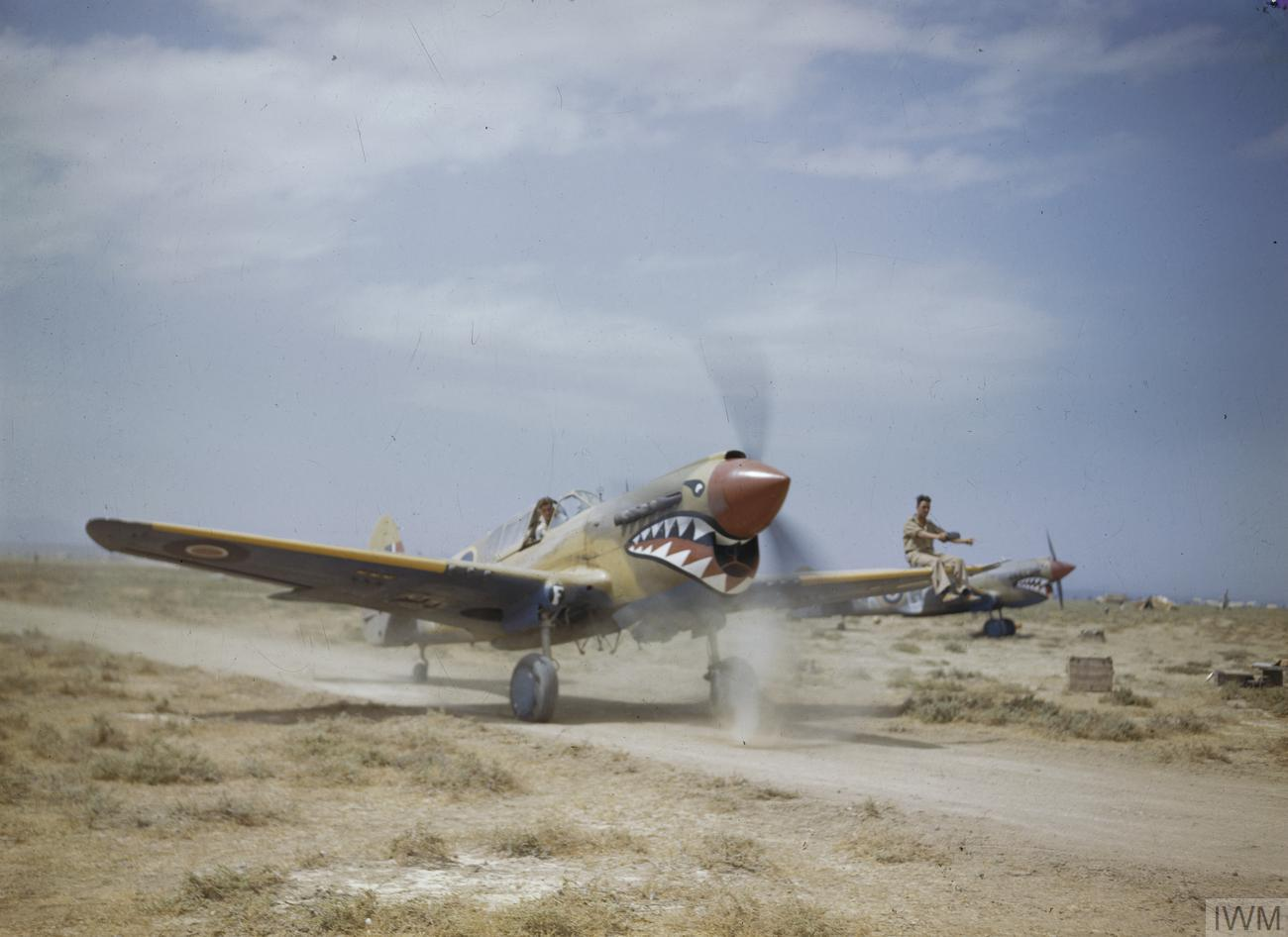
Um P-40 Kittyhawk do Esquadrão N.º 112 da RAF. Este esquadrão esteve subordinado à Desert Air Force

A Desert Air Force (DAF) (em português: Força Aérea do Deserto), foi uma força aérea táctica dos aliados durante a Segunda Guerra Mundial. 

## Atuação
Formada em 1941 a partir do Grupo N.º 204 da sob o Comando da RAF no Médio Oriente no norte de África em 1941, o seu objectivo era o de providenciar apoio aéreo próximo ao Oitavo Exército Britânico. Ao longo da Segunda Guerra Mundial, a DAF foi sendo composta por esquadrões da Real Força Aérea, da Força Aérea da África do Sul, da Real Força Aérea Australiana, das Forças Aéreas do Exército dos Estados Unidos, e mais forças aéreas aliadas.